# Football Club Utrecht 2018-2019
Questa voce raccoglie le informazioni riguardanti il Football Club Utrecht  nelle competizioni ufficiali della stagione 2018-2019.

## Stagione
Nella stagione 2018-2019 l'FC Utrecht ha disputato l'Eredivisie, massima serie del campionato olandese, terminando il torneo al sesto posto con 53 punti conquistati in 34 giornate, frutto di 15 vittorie, 8 pareggi e 11 sconfitte. Grazie a questa posizione, l'Utrecht ha avuto accesso ai play-off per decretare un'ammissione alla UEFA Europa League: dopo aver sconfitto in semifinale l'Heracles Almelo, in finale nel doppio confronto ha superato il Vitesse, grazie alla vittoria in trasferta per 2-0, prendendosi la rivincita della finale dei play-off persa l'anno precedente e conquistando l'accesso al secondo turno preliminare dell'Europa League. L'avvio di stagione era stato caratterizzato dal cambio dell'allenatore. Il 4 settembre 2018, con la squadra undicesima in classifica dopo quattro giornate di campionato, la società decise di sollevare dall'incarico di guida tecnica Jean-Paul de Jong, icona della squadra per la quale aveva giocato per 14 anni di fila. Per la quinta giornata di campionato la guida tecnica venne assegnata a Marinus Dijkhuizen, coadiuvato da Rick Kruys, ma il 18 settembre 2018 la società annunciò che il nuovo allenatore della squadra sarebbe stato Dick Advocaat, già allenatore della nazionale olandese. Nella KNVB beker l'FC Utrecht è sceso in campo dal primo turno, raggiungendo gli ottavi di finale dove è stato eliminato dal Feyenoord.

## Maglie
| Casa | Trasferta | Terza maglia |

## Rosa
| N. |                        | Ruolo | Calciatore                |
| -- | ---------------------- | ----- | ------------------------- |
| 1  | Danimarca (bandiera)   | P     | David Jensen              |
| 2  | Paesi Bassi (bandiera) | D     | Mark van der Maarel       |
| 3  | Paesi Bassi (bandiera) | D     | Ramon Leeuwin             |
| 5  | Germania (bandiera)    | D     | Leon Guwara               |
| 6  | Germania (bandiera)    | C     | Rico Strieder             |
| 7  | Paesi Bassi (bandiera) | A     | Gyrano Kerk               |
| 8  | Paesi Bassi (bandiera) | C     | Joris van Overeem         |
| 9  | Danimarca (bandiera)   | A     | Simon Makienok            |
| 10 | Svezia (bandiera)      | C     | Simon Gustafson           |
| 11 | Belgio (bandiera)      | A     | Cyriel Dessers            |
| 13 | Svezia (bandiera)      | D     | Emil Bergström            |
| 14 | Paesi Bassi (bandiera) | D     | Willem Janssen (capitano) |
| 15 | Paesi Bassi (bandiera) | D     | Timo Letschert            |
| 16 | Paesi Bassi (bandiera) | P     | Nick Marsman              |
| 17 | Paesi Bassi (bandiera) | D     | Sean Klaiber              |
| 19 | Francia (bandiera)     | A     | Jean-Christophe Bahebeck  |

| N. |                        | Ruolo | Calciatore           |
| -- | ---------------------- | ----- | -------------------- |
| 20 | Paesi Bassi (bandiera) | D     | Giovanni Troupée     |
| 21 | Marocco (bandiera)     | C     | Oussama Tannane      |
| 22 | Paesi Bassi (bandiera) | C     | Sander van de Streek |
| 23 | Paesi Bassi (bandiera) | C     | Riechedly Bazoer     |
| 24 | Francia (bandiera)     | D     | Nicolas Gavory       |
| 25 | Paesi Bassi (bandiera) | C     | Odysseus Velanas     |
| 26 | Belgio (bandiera)      | A     | Othman Boussaid      |
| 27 | Germania (bandiera)    | A     | Lukas Görtler        |
| 28 | Paesi Bassi (bandiera) | C     | Urby Emanuelson      |
| 29 | Paesi Bassi (bandiera) | A     | Nick Venema          |
| 30 | Paesi Bassi (bandiera) | D     | Sylian Mokono        |
| 30 | Paesi Bassi (bandiera) | A     | Michiel Kramer       |
| 31 | Paesi Bassi (bandiera) | P     | Thijmen Nijhuis      |
| 33 | Paesi Bassi (bandiera) | D     | Christopher Mamengi  |
| 35 | Paesi Bassi (bandiera) | C     | Tim Brinkman         |
| 41 | Paesi Bassi (bandiera) | P     | Maarten Paes         |

## Statistiche

### Statistiche di squadra
| Competizione          | Punti | In casa | In casa | In casa | In casa | In casa | In casa | In trasferta | In trasferta | In trasferta | In trasferta | In trasferta | In trasferta | Totale | Totale | Totale | Totale | Totale | Totale | DR  |
| Competizione          | Punti | G       | V       | N       | P       | Gf      | Gs      | G            | V            | N            | P            | Gf           | Gs           | G      | V      | N      | P      | Gf     | Gs     | DR  |
| --------------------- | ----- | ------- | ------- | ------- | ------- | ------- | ------- | ------------ | ------------ | ------------ | ------------ | ------------ | ------------ | ------ | ------ | ------ | ------ | ------ | ------ | --- |
| Eredivisie            | 53    | 17      | 9       | 5       | 3       | 30      | 16      | 17           | 6            | 3            | 8            | 30           | 35           | 34     | 15     | 8      | 11     | 60     | 51     | +9  |
| Eredivisie - play-off | -     | 2       | 1       | 1       | 0       | 4       | 1       | 2            | 2            | 0            | 0            | 4            | 0            | 4      | 3      | 1      | 0      | 8      | 1      | +7  |
| Coppa dei Paesi Bassi | -     | 2       | 2       | 0       | 0       | 7       | 1       | 1            | 0            | 0            | 1            | 0            | 1            | 3      | 2      | 0      | 1      | 7      | 2      | +5  |
| Totale                | -     | 21      | 12      | 6       | 3       | 41      | 19      | 20           | 8            | 3            | 9            | 34           | 36           | 41     | 20     | 9      | 12     | 75     | 54     | +21 |